# Claude Makélélé
Claude Makélélé, född 18 februari 1973 i Kinshasa i Zaire (numera Kongo-Kinshasa), är en fransk fotbollstränare och före detta spelare (mittfältare). Under sin karriär spelade han 71 matcher för det franska landslaget mellan 1995 och 2008 då han slutade i landslaget efter EM 2008. 
Makélélé debuterade i Nantes 1992 och representerade sedan även Marseille, Celta Vigo, Real Madrid, Chelsea och Paris Saint-Germain. Den 25 februari 2010 tillkännagav Makélélé att han slutar med fotbollen efter säsongen 2009-2010.

## Meriter
- VM-turneringar: 2002, 2006
  - Silver: 2006
- EM-turneringar: 2004, 2008

FC Nantes
- Ligue 1: 1994/1995

Real Madrid CF
- La Liga: 2000/2001, 2002/2003
- Spanska supercupen: 2001, 2003
- UEFA Champions League: 2001/2002
- UEFA Super Cup: 2002
- Interkontinentala cupen: 2002

Chelsea FC
- Premier League: 2004/2005, 2005/2006
- FA-Cupen: 2006/007
- Engelska Ligacupen: 2004/2005, 2006/2007
- Community Shield: 2005

Paris Saint-Germain FC
- Coupe de France: 2009/2010